# Benjamin Fitzpatrick
Benjamin Fitzpatrick (Contea di Greene, 30 giugno 1802 – Wetumpka, 21 novembre 1869) è stato un politico statunitense. Fu l'11º governatore dell'Alabama dal 1841 al 1845.
Fedele all'ala jacksoniana del Partito Democratico, durante i suoi due mandati consecutivi da governatore Fitzpatrick dovette affrontare i problemi della banca statale dell'Alabama che era sull'orlo della bancarotta e in generale i problemi economici molto forti conseguenti al panico del 1837.

## Biografia
Nato nella contea di Greene, in Georgia, Fitzpatrick rimase orfano all'età di sette anni e fu allevato dalla sorella (Celia Fitzpatrick Baldwin) in Alabama.
Fitzpatrick aiutò i suoi fratelli a gestire la terra che possedevano sul fiume Alabama e servì da giovane come vice del primo sceriffo della contea di Autauga. Lavorò nello studio legale di Nimrod E. Benson prima di essere ammesso alla pratica della legge.
Fitzpatrick studiò legge e fu ammesso al pratica nel 1821 a Montgomery, in Alabama. Tuttavia nel 1829 si trasferì nella sua piantagione nella contea di Autauga e si dedicò solo a coltivare la terra. 
Divenne governatore dell'Alabama nel 1841 carica che ricoprì, vincendo due volte le elezioni,  fino al 1845. In seguito fu eletto al Senato degli Stati Uniti per coprire il posto vacante causato dalla morte di Dixon H. Lewis e prestò servizio dal 25 novembre 1848 al 30 novembre 1849, quando fu eletto un successore.
Fu nuovamente eletto al Senato per coprire il posto vacante causato dalle dimissioni di William R. King (che era stato eletto vicepresidente degli Stati Uniti) e servì dal 14 gennaio 1853 al 3 marzo 1855. Prestò servizio come Presidente del Comitato per la stampa e del Comitato per i disegni di legge. Fu eletto nuovamente al Senato  il 26 novembre 1855 è prestò servizio più volte come presidente pro tempore del Senato. 
Nel 1860, Fitzpatrick fu nominato vice presidente degli Stati Uniti dall'ala del Partito democratico che aveva nominato Stephen A. Douglas dell'Illinois come presidente, ma rifiutò la nomina; alla fine, Herschel V. Johnson della Georgia fu nominato al suo posto. Fitzpatrick si ritirò dal Senato il 21 gennaio 1861, in seguito alla secessione del suo stato d'origine.
Non assunse un ruolo particolarmente attivo nella politica della Confederazione ma servì come presidente della Convenzione Costituzionale dell'Alabama nel 1865.
Morì nella sua piantagione vicino a Wetumpka, Alabama, il 21 novembre 1869, all'età di 67 anni.